# Pomnik Leopolda Lisa-Kuli w Rzeszowie
Pomnik Leopolda Lisa-Kuli w Rzeszowie – pomnik jest poświęcony pułkownikowi Leopoldowi Lisowi-Kuli (1896–1919), skautowi, oficerowi Związku Strzeleckiego, Legionów Polskich oraz Wojska Polskiego, bohaterowi walk o niepodległość Polski, pośmiertnie awansowanemu na pułkownika.

## Tekst inskrypcji
Napis na cokole pomnika: "Pułkownik Leopold Lis-Kula, ur. 11 XI 1896 w Kosinie pod Rzeszowem padł 7 III 1919 roku pod Torczynem – strzelec legionista Peowiak żołnierz polski we wszystkich pracach przykład cnoty w walkach wzór bohaterstwa". Napis na tablicy informacyjnej: "Pomnik płk. Leopolda Lisa Kuli, wzniesiony w 1932 r. autorstwa Edwarda Wittiga, zniszczyli hitlerowcy w 1940 r. Obecny, ustawiony w 1992 r., stanowi replikę poprzedniego wykonaną przez Bogusza Salwińskiego i Janusza Wilczyńskiego. Leopold Lis – Kula 1896 – 1919" [napis także w języku niemieckim i angielskim]

## Okoliczności odsłonięcia pomnika
Pułkownik Lis-Kula zginął w III 1919 r. w walkach toczonym przeciwko wojskom ukraińskim o wschodnią granicę Polski. Uroczystości pogrzebowe stały się wielką manifestacją patriotyczną. Inicjatorami ufundowania monumentu byli towarzysze broni i koledzy gimnazjalni. Na czele powstałego w 1927 r. komitet budowy pomnika stanęła Aleksandra Piłsudska (żona Marszałka). Wykonanie powierzono rzeźbiarzowi prof. Edwardowi Wittingowi. Odsłonięcia pomnika 18 IX 1932 r. dokonał prezydent Ignacy Mościcki. W uroczystościach, które otworzyła msza polowa, a zakończyła defilada, uczestniczyli przedstawiciele generalicji, sejmu i senatu, rządu, władz lokalnych oraz około 40 tysięcy osób (więcej, niż wówczas liczyło miasto).

## Późniejsza historia
W okresie przedwojennym kult Lisa-Kuli był bardzo żywy. Stał się  jednym z najważniejszych wzorców osobowych dla ówczesnego młodego pokolenia, w latach 30. propagowanym w obowiązującym programie nauczania historii w szkołach powszechnych i średnich. Pomnik Leopolda Lisa-Kuli stał się zatem nie tylko jednym z symboli Rzeszowa (miasta, z którym bohater był związany) ale miejscem manifestacji patriotycznych i uroczystości rocznicowych. W czasie II wojny światowej Rzeszów znalazł się pod okupacją niemiecką. W nocy z 10 na 11 IV 1940 r. pomnik został zburzony. Zanim pozostały po nim złom wysłano do Rzeszy, udało się wykraść głowę pomnika, którą przechowano później w podziemiach Muzeum Rzeszowskiego, gdzie obecnie jest prezentowana. W PRL Lis-Kula został skazany na zapomnienie, dzięki środowiskom niepodległościowym pamięć jednak przetrwała. Pomysł odbudowy pomnika zrodził się w 1980 r., stała się ona możliwa jednak dopiero po upadku komunizmu w 1989 r. Z okazji zbliżającej się wizyty Jana Pawła II w Rzeszowie w czerwcu 1991 r. postanowiono, że darem Zarządu Regionu „Solidarności” będzie statuetka pomnika Lisa-Kuli. Miniaturę wykonano wg starych fotografii. Powstał także Komitet Odbudowy Pomnika. Dla pozyskania funduszy wydano reprint książki o Lisie-Kuli z 1932 r., którą rozprowadzano w formie „cegiełki” w kraju i za granicą. Konkurs na wykonanie repliki wygrali rzeźbiarze z Krakowa: Bogusz Salwiński i Janusz Wilczyński. W uroczystości odsłonięcia i poświęcenia pomnika 22 listopada 1992 r. uczestniczył prezydent na uchodźstwie Ryszard Kaczorowski. Pomnik, podobnie jak grób Lisa-Kuli na cmentarzu rzeszowskim, stał się ponownie miejscem zbiorowej pamięci.

## Współczesne znaczenie
Pod pomnikiem odbywają się uroczystości z okazji świąt narodowych i uroczystości harcerskie. Przywrócono tradycję uroczystych obchodów rocznicy śmierci bohatera, które corocznie gromadzą do kilku tysięcy uczestników, w tym delegacje szkół. Stał się także ważnym miejscem spotkań odrodzonych związków "strzeleckich" (organizacji paramilitarnej społeczno-wychowawczej, nawiązującej do struktur, działających w okresie walki o niepodległość). Pomnik jest jednym z punktów szlaku turystyczno-historycznego na trasie Kosina – Rzeszów od długości 39 km, którego patronem jest płk. Lis-Kula Jego pomysłodawcą był Podkarpacki Oddział Związku Piłsudczyków (organizacja, której celem jest kultywowanie tradycji piłsudczykowskiej i niepodległościowej oraz wychowanie patriotyczne i proobronne młodzieży). Na szlaku organizowane są cykliczne rajdy, które łączą cele edukacyjno-wychowawcze ze sportowo-sprawnościowymi. Marszom, które mają propagować nowoczesny patriotyzm i zagadnienia obronności, towarzyszą konkursy historyczne, koncerty okolicznościowe, pogadanki historyczne, wspomnienia krewnych płk L. Lisa-Kuli, zawody sportowe. W imprezie bierze udział młodzież szkolna, strzelecka, harcerze, wychowawcy i turyści. Organizowane są także rajdy rowerowe.